# Oenothera pallida
Oenothera pallida är en dunörtsväxtart. Oenothera pallida ingår i släktet nattljussläktet, och familjen dunörtsväxter.

## Underarter
Arten delas in i följande underarter:
- O. p. gypsophila
- O. p. pallida
- O. p. runcinata
- O. p. trichocalyx

## Bildgalleri

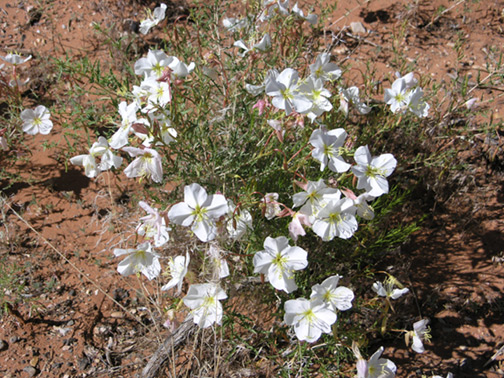
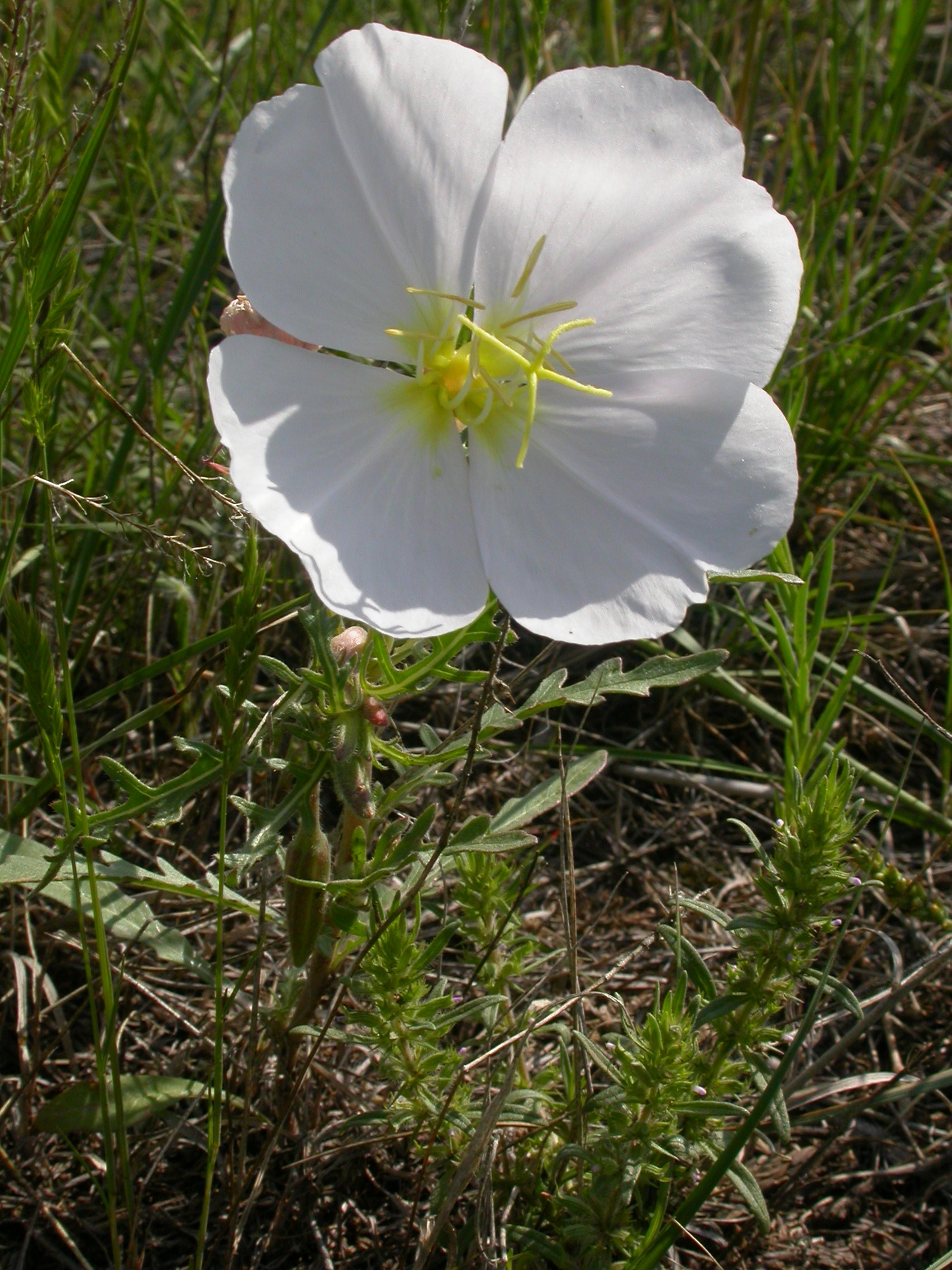
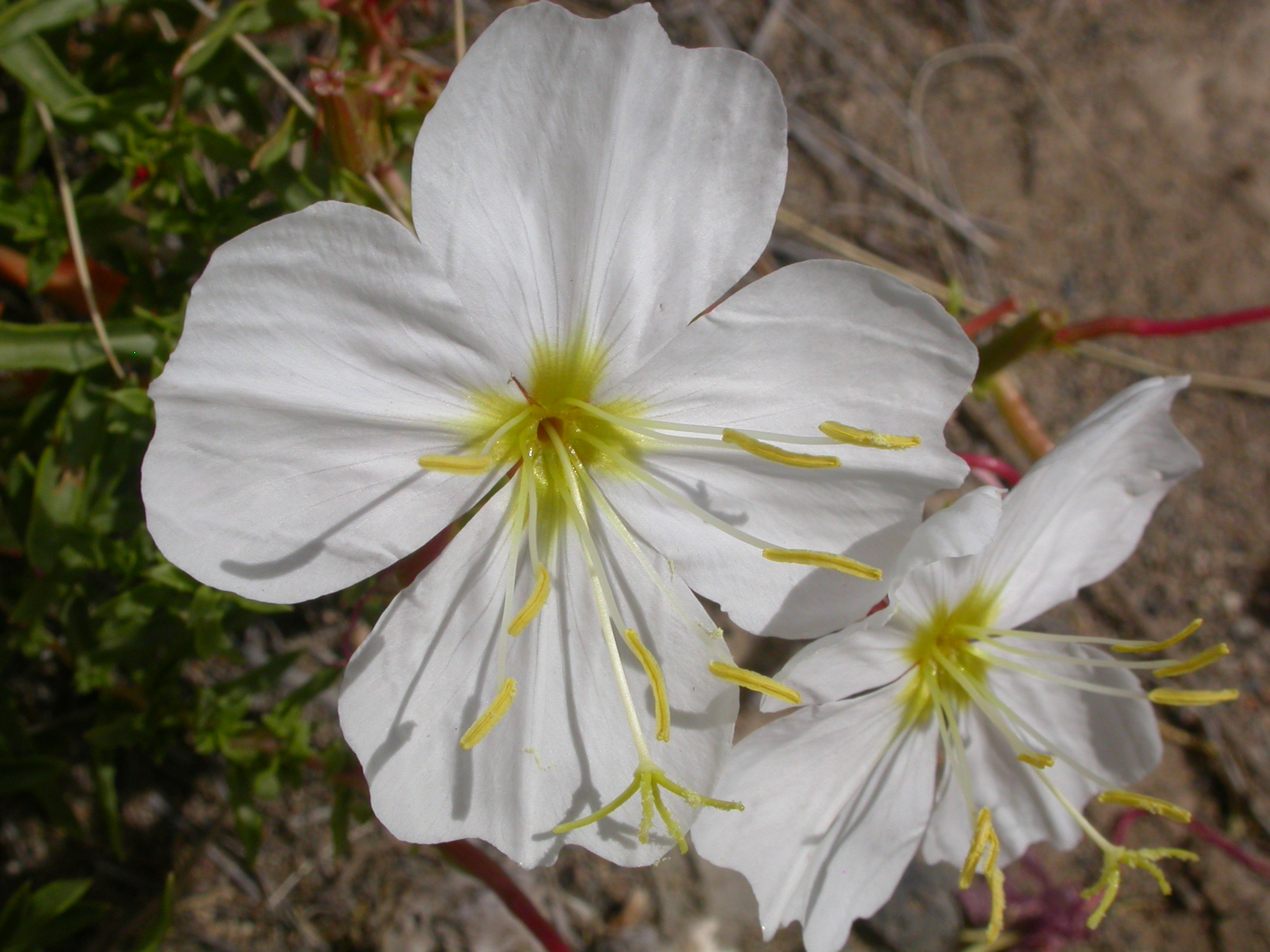
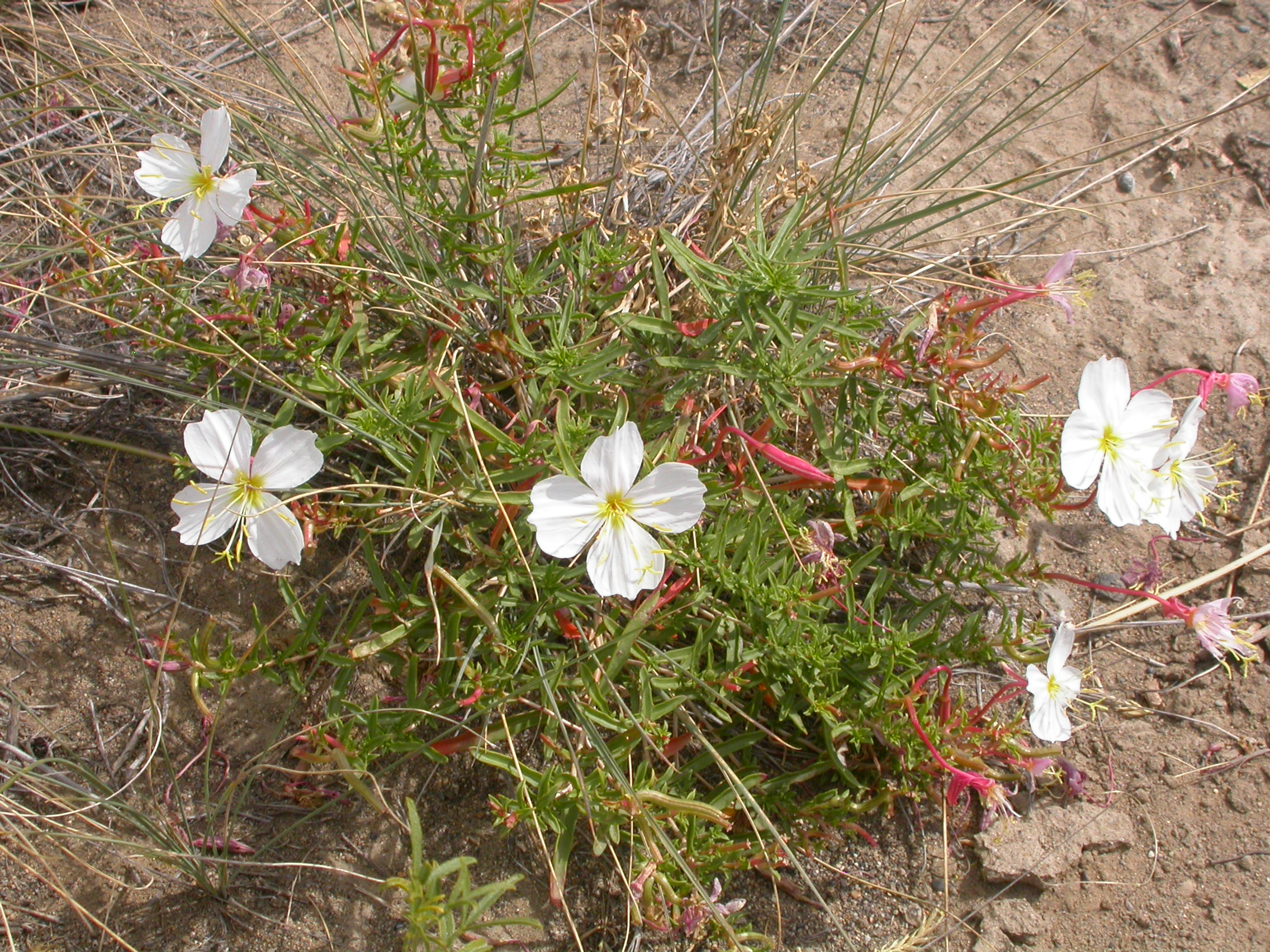
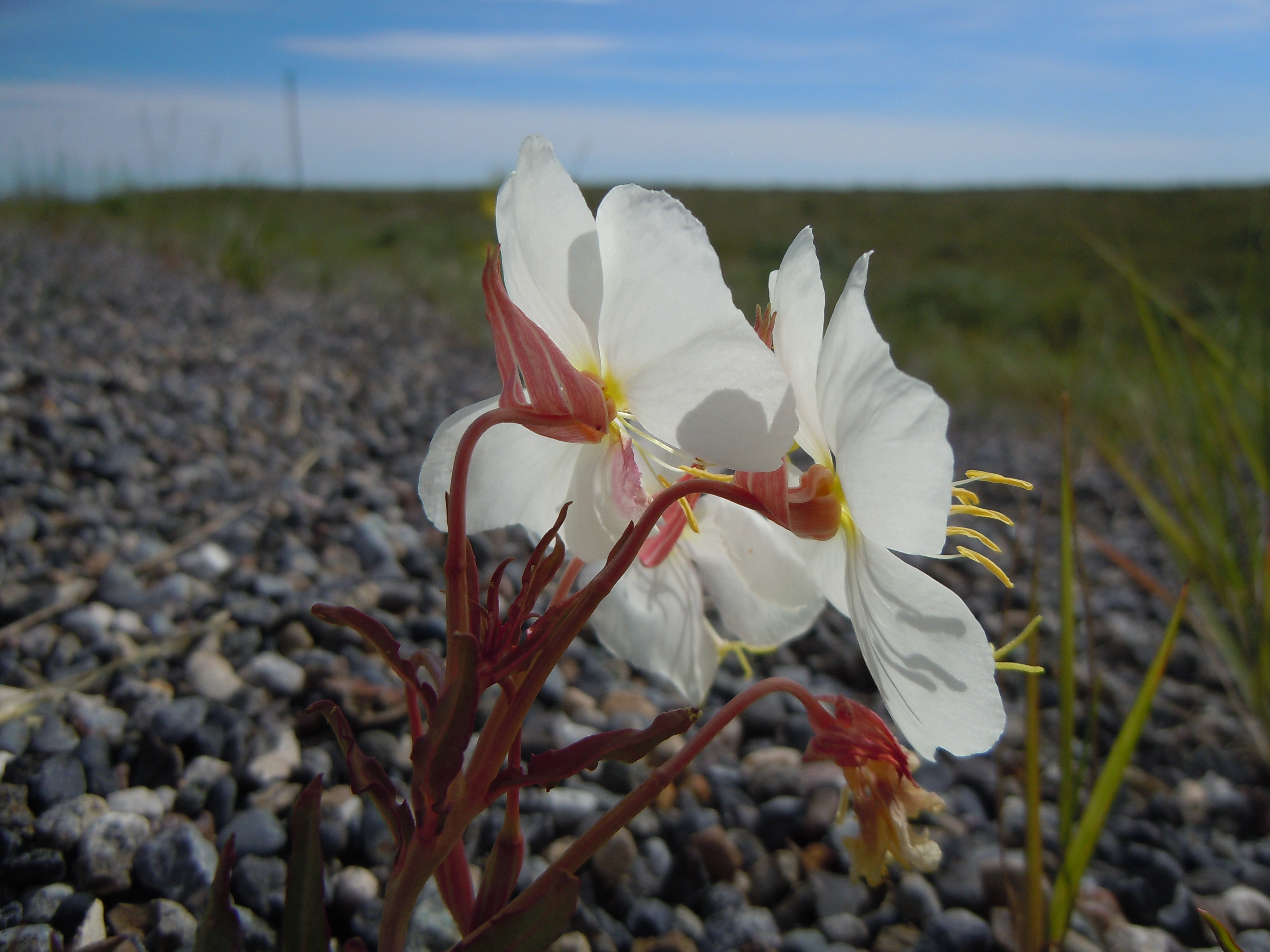
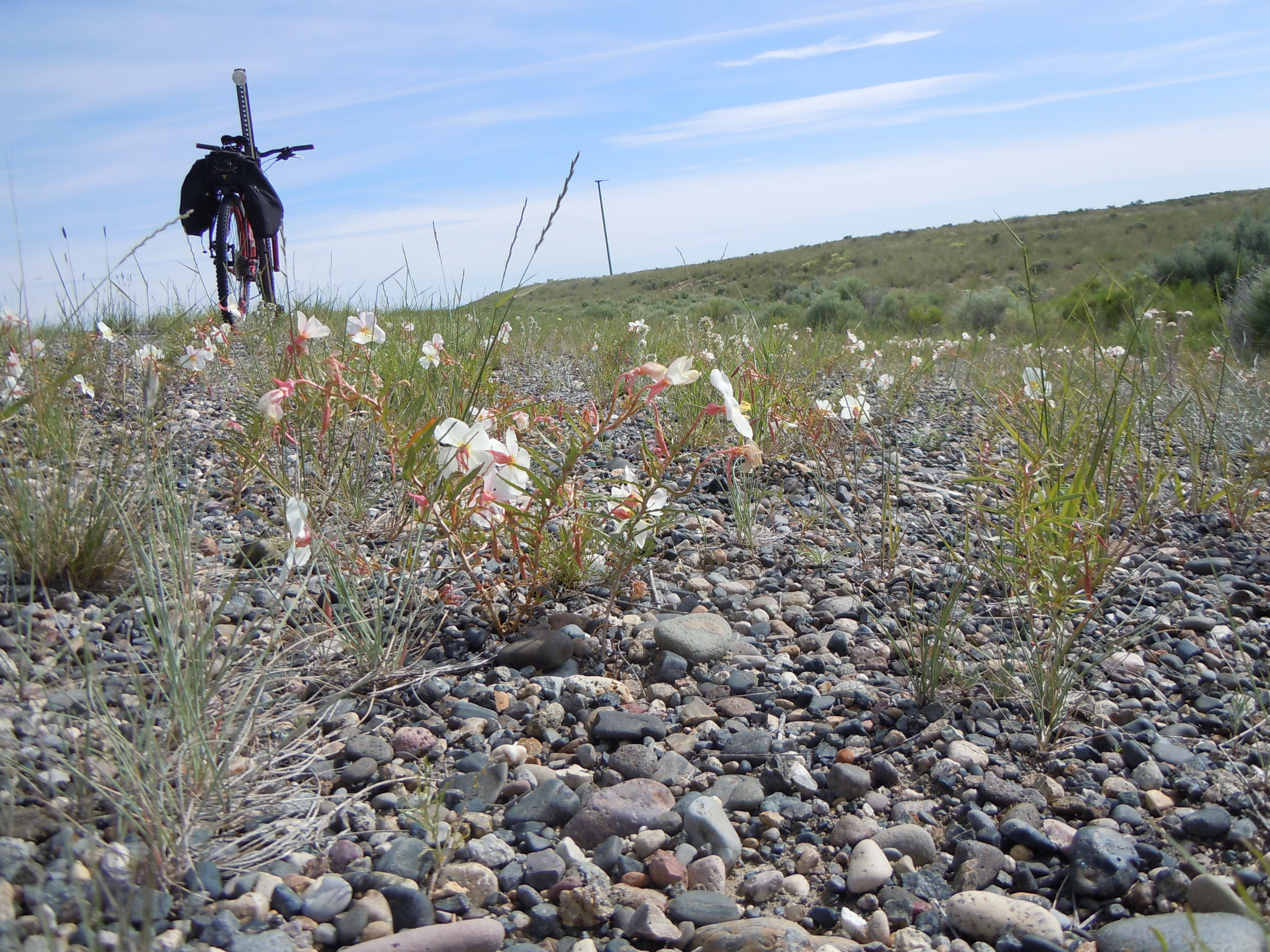